# Onorificenze australiane
Il sistema di onorificenze australiane venne creato nel 1975 con lo scopo di superare il sistema onorifico esistente britannico-imperiale.
Il primo ministro australiano Gough Whitlam istituì l'Ordine dell'Australia, quale massima onorificenza australiana. Nel corso degli anni il sistema si implementò e vennero create via via una serie di medaglie e decorazioni in sostituzione di quelle britanniche e proprie specifiche dell'Australia. Alcune delle precedenti onorificenze britanniche vennero amalgamate e costituiscono oggi parte integrante del sistema di onorificenze australiane.
In Australia erano state istituite solo alcune parìe, alcune in riconoscimento dei servizi pubblici verso la "madrepatria" e verso l'Australia stessa, tra le quali quelle concesse a Sir William Clarke, I baronetto, sostenitore del partito vittoriano, nel 1880, ed a Sir Rupert Clarke, III baronetto, sino alla sua morte nel 2005.
In Australia, le onorificenze vengono concesse in nome del Re d'Australia, su proposta del governo, mentre possono essere concessi ancora singolarmente gli ordini cavallereschi britannici anche a cittadini dell'Australia, ma questi hanno un valore differente nel Regno Unito e in Australia.

## Ordine di precedenza
Segue l'elenco delle onorificenze australiane secondo l'ordine di precedenza, in vigore dal 6 ottobre 1992 e successive aggiunte, seguite, quando presente, dalle relative lettere postnominali.
Le onorificenze in corsivo contraddistinte da * sono onorificenze del Regno Unito e sono oggi considerate come straniere; se concesse precedentemente al 5 ottobre 1992 seguono l'ordine di precedenza britannico. Le onorificenze in grassetto sono onorificenze propriamente australiane.
- Victoria Cross/Victoria Cross per l'Australia VC[3]
- George Cross GC *
- Cross of Valour CV
- Cavaliere/Lady Compagno del Nobilissimo Ordine della Giarrettiera KG/LG
- Cavaliere/Lady Compagno dell'Antichissimo e Nobilissimo Ordine del Cardo KT/LT
- Cavaliere di Gran Croce dell'Onorevolissimo Ordine del Bagno GCB *
- Membro dell'Ordine del Merito (Divisione civile - Divisione militare) OM
- Cavaliere/Dama dell'Ordine dell'Australia AK/AD (dal 1976 al 1986 e dal 2014 al 2015)[4]
- Cavaliere/Dama di Gran Croce del Distintissimo Ordine di San Michele e San Giorgio GCMG *
- Cavaliere/Dama di Gran Croce dell'Ordine Reale Vittoriano GCVO
- Cavaliere/Dama di Gran Croce dell'Eccellentissimo Ordine dell'Impero Britannico (Divisione civile - Divisione militare) GBE *
- Compagno dell'Ordine dell'Australia (Divisione generale - Divisione militare) AC
- Compagno dell'Ordine dei Compagni d'Onore CH *

- Cavaliere/Dama di commenda dell'Onorevolissimo Ordine del Bagno KCB/DCB *
- Cavaliere/Dama di commenda del Distintissimo Ordine di San Michele e San Giorgio  KCMG/DCMG *
- Cavaliere/Dama di commenda dell'Ordine Reale Vittoriano KCVO/DCVO

- Cavaliere/Dama di commenda dell'Eccellentissimo Ordine dell'Impero Britannico (Divisione civile - Divisione militare) KBE/DBE *

- Knight Bachelor (conferisce il titolo di "Sir"/"Dame") *
- Ufficiale dell'Ordine dell'Australia (Divisione civile - Divisione militare) AO
- Compagno dell'Onorevolissimo Ordine del Bagno CB *
- Compagno del Distintissimo Ordine di San Michele e San Giorgio CMG *
- Commendatore dell'Ordine Reale Vittoriano CVO
- Commendatore dell'Eccellentissimo Ordine dell'Impero Britannico (Divisione civile - Divisione militare) CBE *
- Star of Gallantry SG
- Star of Courage SC
- Compagno dell'Ordine del Servizio Distinto DSO *
- Distinguished Service Cross DSC (sostituisce l'equivalente imperiale dal 1991)
- Membro dell'Ordine dell'Australia (Divisione civile - Divisione militare) AM
- Luogotenente dell'Ordine Reale Vittoriano LVO
- Ufficiale dell'Eccellentissimo Ordine dell'Impero Britannico (Divisione civile - Divisione militare) OBE *
- Compagno dell'Ordine del Servizio Imperiale ISO *
- Membro dell'Ordine Reale Vittoriano MVO
- Membro dell'Eccellentissimo Ordine dell'Impero Britannico (Divisione civile - Divisione militare) MBE *
- Conspicuous Service Cross & Bar CSC & Bar
- Conspicuous Service Cross CSC
- Nursing Service Cross NSC (1989-2007)
- Royal Red Cross (I classe - Membro) RRC *
- Distinguished Service Cross DSC (Regno Unito)* (sostituita dall'equivalente australiana nel 1991)
- Military Cross MC *
- Distinguished Flying Cross DFC *
- Air Force Cross AFC *
- Royal Red Cross (II classe - Associato) ARRC *
- Medal for Gallantry MG
- Bravery Medal BM
- Distinguished Service Medal DSM (sostituisce l'equivalente imperiale)
- Public Service Medal PSM
- Australian Police Medal APM
- Australian Fire Service Medal AFSM
- Ambulance Service Medal ASM
- Emergency Services Medal ESM
- Australian Corrections Medal ACM
- Medaglia dell'Ordine dell'Australia (Divisione civile - Divisione militare) OAM
- Venerabilissimo Ordine dell'Ospedale di San Giovanni di Gerusalemme (tutte le classi)[5]
- Distinguished Conduct Medal DCM *
- Conspicuous Gallantry Medal CGM *
- George Medal GM *
- Conspicuous Service Medal & Bar CSM & Bar
- Conspicuous Service Medal CSM
- Australian Antarctic Medal AAM
- Queen's Police Medal for Gallantry QPM *
- Queen's Fire Service Medal for Gallantry QFSM *
- Distinguished Service Medal DSM (imperiale) *
- Military Medal MM *
- Distinguished Flying Medal DFM *
- Air Force Medal AFM *
- Sea Gallantry Medal SGM *
- Queen's Gallantry Medal QGM *
- Medaglia Reale Vittoriana RVM
- Medaglia dell'Impero Britannico BEM *
- Queen's Police Medal for Distinguished Service QPM *
- Queen's Fire Service Medal for Distinguished Service QFSM *
- Commendation for Gallantry
- Commendation for Brave Conduct
- Queen's Commendation for Brave Conduct *
- Commendation for Distinguished Service

Medaglie di guerra, di campagne, di servizio attivo e di servizio
- Australia Service Medal 1939-1945
- Australian Active Service Medal 1945-75
- Vietnam Medal with palm for Mentioned in Dispatches
- Vietnam Medal
- Vietnam Logistic and Support Medal
- Australian Active Service Medal
- International Force East Timor Medal (INTERFET)
- Afghanistan Medal
- Iraq Medal
- Australian Service Medal 1945–1975
- Australian General Service Medal for Korea AGSMK
- Australian Service Medal
- Australian Operational Service Medal - Border Protection
- Australian Operational Service Medal - Greater Middle East Operation
- Australian Operational Service Medal - Civilian
- Rhodesia Medal
- Police Overseas Service Medal
- Humanitarian Overseas Service Medal
- National Emergency Medal
- Civilian Service Medal 1939-45
- National Police Service Medal (NPSM, abbreviazione ma non lettera postnominale)
- Polar Medal (imperiale)*
- Imperial Service Medal ISM *

Medaglie commemorative di Incoronazioni, Giubilei, Ricordo e Commemorazioni (in ordine cronologico di conferimento), dal 1902
- Medaglia dell'Incoronazione di re Edoardo VII, per civili (1902)
- Medaglia dell'Incoronazione di re Edoardo VII, per militari (1902)
- Medaglia dell'Incoronazione di re Edoardo VII, per la polizia (1902)
- Medaglia dell'Incoronazione di re Giorgio V (1911)
- Medaglia del giubileo d'argento di re Giorgio V (1935)
- Medaglia dell'Incoronazione di re Giorgio VI (1937)
- Medaglia dell'Incoronazione della regina Elisabetta II (1953)
- Medaglia del giubileo d'argento della regina Elisabetta II (1977)
- Medaglia del giubileo d'oro della regina Elisabetta II (2002)
- Medaglia del giubileo di diamante della regina Elisabetta II (2012)
- Medaglia di ricordo del 80º anniversario dell'Armistizio (1999)
- Australian Sports Medal (2000)
- Centenary Medal (2001)
- Defence Force Service Medal con rosetta della Federazione
- Defence Force Service Medal con 4 rosette
- Defence Force Service Medal con 3 rosette
- Defence Force Service Medal con 2 rosette
- Defence Force Service Medal con rosetta
- Defence Force Service Medal (DFSM, abbreviazione ma non lettera postnominale)
- Reserve Force Decoration con 3 rosette
- Reserve Force Decoration con 2 rosette
- Reserve Force Decoration con rosetta
- Reserve Force Decoration RFD
- Reserve Force Medal con rosetta

- Reserve Force Medal RFM
- Defence Long Service Medal con rosetta della Federazione
- Defence Long Service Medal con 4 rosette
- Defence Long Service Medal con 3 rosette
- Defence Long Service Medal con 2 rosette
- Defence Long Service Medal con rosetta
- Defence Long Service Medal
- National Medal con 3 rosette
- National Medal con 2 rosette
- National Medal con rosetta
- National Medal
- Australian Defence Medal
- Australian Cadet Forces Service Medal con rosetta della Federazione
- Australian Cadet Forces Service Medal con 4 rosette
- Australian Cadet Forces Service Medal con 3 rosette
- Australian Cadet Forces Service Medal con 2 rosette
- Australian Cadet Forces Service Medal con rosetta
- Australian Cadet Forces Service Medal
- Champion Shots Medal

Medaglie di lungo servizio (tra cui quelle imperiali, omesse)
- Medaglia di Servizio del Venerabilissimo Ordine dell'Ospedale di San Giovanni di Gerusalemme
- Anniversary of National Service 1951-1972 Medal

Medaglie dell'Indipendenza e di anniversari vari * (in ordine di data di ricezione) Onorificenze straniere (in ordine di data e proclamazione)

## Citazioni
- Unit Citation for Gallantry
- Meritorious Unit Citation
- Group Bravery Citation